# Пизар, Самуэль
Самуэль Пизар (или Писар, англ. Samuel Pisar, 18 марта 1929 года, Белосток — 27 июля 2015 года, Нью-Йорк) — американский юрист, писатель и дипломат, узник концлагерей Третьего рейха.

## Биография

### Происхождение
Родился 18 марта 1929 года в польском Белостоке в еврейской семье. Родители — Давид Писар и Хелайна Писар (урождённая Суховольская); отец основал первую службу такси в регионе. В 1939 году после Польского похода РККА Белосток был присоединён к Белорусской ССР, а Самуэль пошёл в русскую школу, где выучил русский язык, увлёкся русской классической литературой, был принят в пионеры. Его родители также учились в русской школе и владели пятью языками; отец был назначен председателем транспортной комиссии Белостока и обслуживающим воинские части РККА, расквартированные в городе.

### Во время войны
После начала Великой Отечественной войны и захвата немцами Белостока всех евреев согнали в гетто, позже оно было ликвидировано. Отец Самуэля, ушедший в партизанское подполье, был расстрелян гестаповцами, а мать и младшая сестра Фрида были сосланы в Освенцим, где и погибли. Самого Самуэля отправили на принудительные работы. Он был узником концлагерей Майданек, Ближын, Освенцим, Заксенхаузен, Ораниенбург и Дахау, а также работал на заводах в Энгельбергском тоннеле. В Майданеке он спас себе жизнь только благодаря словам о том, что якобы был портным и работал на специальной машине, вышивая петли для пуговиц (неподалёку от их дома в Белостоке действительно было швейное ателье). В Освенциме он был свидетелем попыток побега советских военнопленных: один из них, которого за бегство приговорили к повешению, перед казнью ударил офицера ногой в лицо, выбив ему зубы.
В конце войны Писар сбежал из концлагеря Дахау во время «марша смерти», когда колонну из 4 тысяч заключённых и охранников концлагеря по ошибке разбомбили три американских самолёта, приняв за немецких солдат. 14 заключённых вместе с Самуэлем бежали в лес: 9 были застрелены на месте. Выживших подобрали американские войска. Писар утверждал, что во многом спасению его жизни способствовали победные боевые действия Красной армии на Восточном фронте.

### Послевоенные годы
После войны Пизар жил в американской оккупационной зоне, занимаясь торговлей на чёрном рынке в Баварии. Возвращаться в Польшу он не собирался. Вернуться в общество ему во многом помогла тётя, жившая в Париже — на связь с Самуэлем вышел её муж, журналист газеты Le Figaro и военный корреспондент Лео Соваж, который встретил его в Мюнхене. После Пизар отправился в Австралию, где встретился с двумя дядями и продолжил своё образование.
Пизар окончил среднюю школу имени Джорджа Тейлора и Мельбурнский университет (бакалавр юриспруденции) в 1953 году. В дальнейшем он учился в Оксфорде и Гарварде. Вылечившись от туберкулёза, он сумел получить степень доктора права в Гарвардском университете. Пизар стал автором диссертации о развитии дипломатических отношений между США и СССР, позже опубликованной в качестве отдельной книги под названием «Coexistence and Commerce. Guidelines for Transaction Between East and West».

### Карьера
В 1950 году Пизар начал свою юридическую карьеру: он работал в американской делегации в ООН в Нью-Йорке и Париже. С 1960 года на протяжении трёх лет был советником президента США Джона Кеннеди по вопросам экономики и внешней политики, также был советником Госдепартамента, комиссий Палаты представителей США и Сената США. Пизар совершал неоднократные поездки в Москву в составе международных делегаций. Среди его клиентов были многие крупные бизнесмены, входившие в список Fortune 500. Одним из его наиболее известных клиентов был медиамагнат Роберт Максвелл, занимавшийся издательской деятельностью совместно с СССР. Считается, что Пизар был последним человеком, который общался с Максвеллом перед его трагической гибелью 5 ноября 1991 года в Атлантическом океане.
Пизар также занимал пост советника Дэвида Рокфеллера и Арманда Хаммера, которые бывали с визитами в СССР неоднократно. Он неоднократно встречался с Л. И. Брежневым, А. Н. Косыгиным, М. С. Горбачёвым, Б. Н. Ельциным и В. В. Путиным. На протяжении 22 лет был адвокатом МОК и постоянным советником его президента Хуана Антонио Самаранча. За свои заслуги как консультанта высших органов власти страны Пизар получил гражданство США: идею предоставлять гражданство за подобные заслуги выдвинул сенатор от Оклахомы Майк Манрони, и её поддержал Конгресс. Президент Джон Кеннеди подписал соответствующий закон, отправив самому адвокату фотокопию резолюции конгресса и ручку, которой был подписан закон.
Пизар занимался в дальнейшем и писательской карьерой, а его труды переводились на многие языки. Славу Пизару как писателю принесли мемуары «Кровь и надежда», опубликованные впервые на идише. В 1981 году он был удостоен премии Present Tense за этот труд. Он отметил, что специально изменил текст для симфонии № 3 известного дирижёра Леонарда Бернстайна, чтобы передать все свои переживания и ощущения, которые испытывал во время Холокоста, и сам его нередко читал на выступлениях. Позже Пизар нередко призывал увековечивать память о Холокосте, упоминая поэму Евгения Евтушенко «Бабий Яр» и 13-ю симфонию Дмитрия Шостаковича как примеры увековечивания этих событий.
Ещё одним произведением авторства Пизара является «Диалог с Богом» (англ. Dialoge with God), написанный после смерти Бернстайна и терактов 9/11. В июне 2009 года Пизар торжественно прочитал это произведение в Яд-Вашеме под аккомпанемент 3-й симфонии Бернстайна. Сам Пизар был также директором Фонда памяти Шоа в Париже.
Скончался 27 июля 2015 года в Манхэттене от пневмонии.

## Личная жизнь
От первого брака с Нормой Пизар у него родились две дочери, работавшие помощницами президента США Барака Обамы и занимавшего тогда пост вице-президента Джо Байдена. Третья дочь, Лея Пизар от второй жены Джудит, также работала в Белом Доме помощницей Билла Клинтона. Его приёмный сын — Энтони Блинкен, госсекретарь США, ранее помощник по вопросам безопасности в администрации президента США Барака Обамы.

## Награды
- Офицер Ордена почётного легиона (2012)[3]
- Кавалер Большого креста Ордена Заслуг[3]
- Офицер Ордена Австралии[1][3][12]
- Офицер ордена искусств и литературы